# 東京市電気局乙10形電車
東京市電気局乙10形電車（とうきょうしでんききょくおつ10がたでんしゃ）は、1925年（大正14年）に登場した東京市電気局（現在の東京都交通局）の路面電車専用の電動貨車。

## 概要
1925年に東京市電気局が関東大震災からの復興作業用に製造した電動無蓋貨車。片運転台の単車で、2両1組で運用された。全部で40編成80両が製造され、震災で損壊した軌道の修復工事や瓦礫の運搬などに使用され、1928年（昭和3年）に全車廃車となった。後に一部のものが乙1形や乙100形に改造された。
最大長さ（連結時）13,530mm最大幅1,943mm最大高さ3,200mm。積載重量10トン。大正12年3月10日認可。